# Llista de microreserves de flora de la província de València
Llista de microreserves de flora de la província de València declarades per la Conselleria d'Infraestructures, Territori i Medi Ambient de la Generalitat Valenciana. Les microreserves són zones de menys de 20 hectàrees d'extensió on es protegeix la conservació de les espècies botàniques rares, endèmiques o amenaçades, o les unitats de vegetació, mitjançant ordre publicada en el Diari Oficial de la Generalitat Valenciana. Algunes microreserves poden estar incloses en altres figures de protecció més àmplies.
| Nom                                      | Protecció | Extensió (ha) | Localització                                                                               | Codi     | Imatge |
| ---------------------------------------- | --- | ------------- | ------------------------------------------------------------------------------------------ | -------- | --- |
| Muntanya del Cavall                      | | 4,2           | Albalat dels Tarongers (Camp de Morvedre) 39° 38′ 48″ N, 0° 21′ 55″ O / 39.6467°N,0.3654°O | ES520261 | {{ca\|Muntanya del Cavall (Albalat dels Tarongers)}} · {{WLE-AD-ES\|ES520261}} · {{Object location dec\|39.6467\|-0.3654\|region:ES-VC_type:forest_dim:350_source:cawiki}} · [[Categoria:Microreserves of flora in the Land of Valencia]]           |
| Puntal de l'Abella                       | Parc natural, LIC i ZEPA Serra Calderona                                                                                      | 12,6          | Estivella (Camp de Morvedre) 39° 41′ 37″ N, 0° 22′ 57″ O / 39.6936°N,0.3824°O              | ES520144 | {{ca\|Puntal de l'Abella (Estivella)}} · {{WLE-AD-ES\|ES520144}} · {{Object location dec\|39.6936\|-0.3824\|region:ES-VC_type:forest_dim:810_source:cawiki}} · [[Categoria:Microreserves of flora in the Land of Valencia]]                         |
| El Picaio                                | Parc natural, LIC i ZEPA Serra Calderona                                                                                      | 0,269         | Sagunt (Camp de Morvedre) 39° 38′ 40″ N, 0° 18′ 54″ O / 39.64438°N,0.31494°O               | ES520120 | {{ca\|El Picaio (Sagunt)}} · {{WLE-AD-ES\|ES520120}} · {{Object location dec\|39.64438\|-0.31494\|region:ES-VC_type:forest_dim:150_source:cawiki}} · [[Categoria:Microreserves of flora in the Land of Valencia]]                                   |
| Marjal dels Moros-A                      | Zoma humida, LIC i ZEPA Marjal dels Moros                                                                                     | 3,2           | Sagunt (Camp de Morvedre) 39° 37′ 25″ N, 0° 15′ 15″ O / 39.6236°N,0.2541°O                 | ES520133 | {{ca\|Marjal dels Moros-A (Sagunt)}} · {{WLE-AD-ES\|ES520133}} · {{Object location dec\|39.6236\|-0.2541\|region:ES-VC_type:forest_dim:290_source:cawiki}} · [[Categoria:Microreserves of flora in the Land of Valencia]]                           |
| Marjal dels Moros-B                      | Zoma humida, LIC i ZEPA Marjal dels Moros                                                                                     | 2,32          | Sagunt (Camp de Morvedre) 39° 37′ 40″ N, 0° 15′ 04″ O / 39.6278°N,0.2510°O                 | ES520134 | {{ca\|Marjal dels Moros-B (Sagunt)}} · {{WLE-AD-ES\|ES520134}} · {{Object location dec\|39.6278\|-0.2510\|region:ES-VC_type:forest_dim:290_source:cawiki}} · [[Categoria:Microreserves of flora in the Land of Valencia]]                           |
| Torberes d'Almardà                       | Zona humida i ZEPA Marjal i Estany d'Almenara, LIC Marjal d'Almenara                                                          | 1,8           | Sagunt (Camp de Morvedre) 39° 42′ 46″ N, 0° 12′ 30″ O / 39.7127°N,0.2082°O                 | ES520265 | {{ca\|Torberes d'Almardà (Sagunt)}} · {{WLE-AD-ES\|ES520265}} · {{Object location dec\|39.7127\|-0.2082\|region:ES-VC_type:forest_dim:210_source:cawiki}} · [[Categoria:Microreserves of flora in the Land of Valencia]]                            |
| Torberes de l'Almardà-B                  | Zona humida i ZEPA Marjal i Estany d'Almenara, LIC Marjal d'Almenara                                                          | 0,5           | Sagunt (Camp de Morvedre) 39° 42′ 46″ N, 0° 12′ 25″ O / 39.71286°N,0.20681°O               | ES520307 | {{ca\|Torberes de l'Almardà-B (Sagunt)}} · {{WLE-AD-ES\|ES520307}} · {{Object location dec\|39.71286\|-0.20681\|region:ES-VC_type:forest_dim:110_source:cawiki}} · [[Categoria:Microreserves of flora in the Land of Valencia]]                     |
| Camí Rampete                             | Zona humida, LIC i ZEPA Marjal dels Moros                                                                                     | 6,8           | Sagunt (Camp de Morvedre) 39° 37′ 20″ N, 0° 15′ 29″ O / 39.6223°N,0.2580°O                 | ES520301 | {{ca\|Camí Rampete (Sagunt)}} · {{WLE-AD-ES\|ES520301}} · {{Object location dec\|39.6223\|-0.2580\|region:ES-VC_type:forest_dim:410_source:cawiki}} · [[Categoria:Microreserves of flora in the Land of Valencia]]                                  |
| Llacuna del Fartet                       | Zona humida i ZEPA Marjal i Estany d'Almenara, LIC Marjal d'Alkmenara                                                         | 4,5           | Sagunt (Camp de Morvedre) 39° 37′ 29″ N, 0° 16′ 12″ O / 39.6248°N,0.2701°O                 | ES520304 | {{ca\|Llacuna del Fartet (Sagunt)}} · {{WLE-AD-ES\|ES520304}} · {{Object location dec\|39.6248\|-0.2701\|region:ES-VC_type:forest_dim:500_source:cawiki}} · [[Categoria:Microreserves of flora in the Land of Valencia]]                            |
| Barranc del Saragatillo                  | Parc natural, LIC i ZEPA Serra Calderona                                                                                      | 9,87          | Serra (Camp de Túria) 39° 43′ 04″ N, 0° 28′ 09″ O / 39.7177°N,0.4692°O                     | ES520094 | {{ca\|Barranc del Saragatillo (Serra)}} · {{WLE-AD-ES\|ES520094}} · {{Object location dec\|39.7177\|-0.4692\|region:ES-VC_type:forest_dim:520_source:cawiki}} · [[Categoria:Microreserves of flora in the Land of Valencia]]                        |
| Penyes Altes                             | Parc natural, LIC i ZEPA Serra Calderona                                                                                      | 5,3           | Serra (Camp de Túria) 39° 43′ 22″ N, 0° 28′ 09″ O / 39.7229°N,0.4693°O                     | ES520305 | {{ca\|Penyes Altes (Serra)}} · {{WLE-AD-ES\|ES520305}} · {{Object location dec\|39.7229\|-0.4693\|region:ES-VC_type:forest_dim:340_source:cawiki}} · [[Categoria:Microreserves of flora in the Land of Valencia]]                                   |
| Castell de Serra                         | Parc natural, LIC i ZEPA Serra Calderona                                                                                      | 2,28          | Serra (Camp de Túria) 39° 41′ 00″ N, 0° 24′ 55″ O / 39.6832°N,0.4153°O                     | ES520329 | {{ca\|Castell de Serra (Serra)}} · {{WLE-AD-ES\|ES520329}} · {{Object location dec\|39.6832\|-0.4153\|region:ES-VC_type:forest_dim:310_source:cawiki}} · [[Categoria:Castell de Serra]]                                                             |
| Tancat de Portaceli                      | Parc natural, LIC i ZEPA Serra Calderona                                                                                      | 2,68          | Serra (Camp de Túria) 39° 38′ 46″ N, 0° 28′ 16″ O / 39.6460°N,0.4712°O                     | ES520340 | {{ca\|Tancat de Portaceli (Serra)}} · {{WLE-AD-ES\|ES520340}} · {{Object location dec\|39.6460\|-0.4712\|region:ES-VC_type:forest_dim:270_source:cawiki}} · [[Categoria:Microreserves of flora in the Land of Valencia]]                            |
| Alt de la Rodana Gran                    | Parc natural Túria, Paratge natural municipal les Rodanes                                                                     | 20            | Vilamarxant (Camp de Túria) 39° 32′ 41″ N, 0° 37′ 34″ O / 39.5448°N,0.6262°O               | ES520326 | {{ca\|Alt de la Rodana Gran (Vilamarxant)}} · {{WLE-AD-ES\|ES520326}} · {{Object location dec\|39.5448\|-0.6262\|region:ES-VC_type:forest_dim:730_source:cawiki}} · [[Categoria:Microreserves of flora in the Land of Valencia]]                    |
| El Massís                                | Parc natural Túria, Paratge natural municipal les Rodanes                                                                     | 20            | Vilamarxant (Camp de Túria) 39° 32′ 14″ N, 0° 36′ 49″ O / 39.53727°N,0.61371°O             | ES520330 | {{ca\|El Massís (Vilamarxant)}} · {{WLE-AD-ES\|ES520330}} · {{Object location dec\|39.53727\|-0.61371\|region:ES-VC_type:forest_dim:910_source:cawiki}} · [[Categoria:Microreserves of flora in the Land of Valencia]]                              |
| Racó de Zamora                           | Parc natural Túria, Paratge natural municipal les Rodanes                                                                     | 13,38         | Vilamarxant (Camp de Túria) 39° 32′ 20″ N, 0° 37′ 48″ O / 39.5390°N,0.6301°O               | ES520337 | {{ca\|Racó de Zamora (Vilamarxant)}} · {{WLE-AD-ES\|ES520337}} · {{Object location dec\|39.5390\|-0.6301\|region:ES-VC_type:forest_dim:750_source:cawiki}} · [[Categoria:Microreserves of flora in the Land of Valencia]]                           |
| Rincón del Jinete                        | LIC Mola de Cortes i el Caroig, ZEPA Serra de Martés - Mola de Cortes                                                         | 0,9           | Bicorp (Canal de Navarrés) 39° 05′ 51″ N, 0° 53′ 10″ O / 39.09763°N,0.88616°O              | ES520148 | {{ca\|Rincón del Jinete (Bicorp)}} · {{WLE-AD-ES\|ES520148}} · {{Object location dec\|39.09763\|-0.88616\|region:ES-VC_type:forest_dim:150_source:cawiki}} · [[Categoria:Microreserves of flora in the Land of Valencia]]                           |
| Los Altos d'Énguera                      | ZEPA Serra de Martés - Mola de Cortes                                                                                         | 1,04          | Énguera (Canal de Navarrés) 38° 58′ 06″ N, 0° 47′ 27″ O / 38.96844°N,0.79073°O             | ES520186 | {{ca\|Los Altos d'Énguera (Énguera)}} · {{WLE-AD-ES\|ES520186}} · {{Object location dec\|38.96844\|-0.79073\|region:ES-VC_type:forest_dim:320_source:cawiki}} · [[Categoria:Microreserves of flora in the Land of Valencia]]                        |
| Barranc de la Rosa                       | | 6,7           | Énguera (Canal de Navarrés) 38° 57′ 58″ N, 0° 54′ 02″ O / 38.9660°N,0.9006°O               | ES520247 | {{ca\|Barranc de la Rosa (Énguera)}} · {{WLE-AD-ES\|ES520247}} · {{Object location dec\|38.9660\|-0.9006\|region:ES-VC_type:forest_dim:440_source:cawiki}} · [[Categoria:Microreserves of flora in the Land of Valencia]]                           |
| El Chorrillo                             | Paratge natural municipal Barranc la Hoz                                                                                      | 17,7          | Énguera (Canal de Navarrés) 38° 55′ 47″ N, 0° 47′ 35″ O / 38.9296°N,0.7931°O               | ES520251 | {{ca\|El Chorrillo (Énguera)}} · {{WLE-AD-ES\|ES520251}} · {{Object location dec\|38.9296\|-0.7931\|region:ES-VC_type:forest_dim:1130_source:cawiki}} · [[Categoria:Microreserves of flora in the Land of Valencia]]                                |
| El Capurutxo                             | | 15,12         | La Font de la Figuera (Costera) 38° 48′ 04″ N, 0° 54′ 18″ O / 38.80115°N,0.90497°O         | ES520178 | {{ca\|El Capurutxo (la Font de la Figuera)}} · {{WLE-AD-ES\|ES520178}} · {{Object location dec\|38.80115\|-0.90497\|region:ES-VC_type:forest_dim:1550_source:cawiki}} · [[Categoria:Microreserves of flora in the Land of Valencia]]                |
| Serra de la Creu                         | | 1,59          | El Genovés (Costera) 38° 58′ 47″ N, 0° 27′ 06″ O / 38.97968°N,0.45176°O                    | ES520339 | {{ca\|Serra de la Creu (el Genovés)}} · {{WLE-AD-ES\|ES520339}} · {{Object location dec\|38.97968\|-0.45176\|region:ES-VC_type:forest_dim:320_source:cawiki}} · [[Categoria:Microreserves of flora in the Land of Valencia]]                        |
| Barranc del Comediant                    | | 18,65         | Moixent (Costera) 38° 50′ 34″ N, 0° 44′ 55″ O / 38.8429°N,0.7485°O                         | ES520327 | {{ca\|Barranc del Comediant (Moixent)}} · {{WLE-AD-ES\|ES520327}} · {{Object location dec\|38.8429\|-0.7485\|region:ES-VC_type:forest_dim:800_source:cawiki}} · [[Categoria:Microreserves of flora in the Land of Valencia]]                        |
| El Xocolater                             | | 20            | Moixent (Costera) 38° 50′ 10″ N, 0° 45′ 02″ O / 38.8361°N,0.7505°O                         | ES520331 | {{ca\|El Xocolater (Moixent)}} · {{WLE-AD-ES\|ES520331}} · {{Object location dec\|38.8361\|-0.7505\|region:ES-VC_type:forest_dim:940_source:cawiki}} · [[Categoria:Microreserves of flora in the Land of Valencia]]                                 |
| Serra del Castell de Xàtiva              | LIC Serra del Castell de Xàtiva                                                                                               | 4,89          | Xàtiva (Costera) 38° 59′ 02″ N, 0° 31′ 10″ O / 38.9838°N,0.5195°O                          | ES520150 | {{ca\|Serra del Castell de Xàtiva (Xàtiva)}} · {{WLE-AD-ES\|ES520150}} · {{Object location dec\|38.9838\|-0.5195\|region:ES-VC_type:forest_dim:630_source:cawiki}} · [[Categoria:Castell de Xàtiva]]                                                |
| Ombria de la Font de Roser               | LIC i ZEPA Serra de Malacara                                                                                                  | 0,79          | Bunyol (Foia de Bunyol) 39° 25′ 11″ N, 0° 57′ 31″ O / 39.41959°N,0.95852°O                 | ES520152 | {{ca\|Ombria de la Font de Roser (Bunyol)}} · {{WLE-AD-ES\|ES520152}} · {{Object location dec\|39.41959\|-0.95852\|region:ES-VC_type:forest_dim:290_source:cawiki}} · [[Categoria:Microreserves of flora in the Land of Valencia]]                  |
| El Fresnal                               | LIC i ZEPA Serra de Malacara                                                                                                  | 0,796         | Bunyol (Foia de Bunyol) 39° 25′ 15″ N, 0° 57′ 38″ O / 39.42092°N,0.96044°O                 | ES520179 | {{ca\|El Fresnal (Bunyol)}} · {{WLE-AD-ES\|ES520179}} · {{Object location dec\|39.42092\|-0.96044\|region:ES-VC_type:forest_dim:230_source:cawiki}} · [[Categoria:Microreserves of flora in the Land of Valencia]]                                  |
| Pic Ñoño Martés                          | LIC Serres de Martés i El Ave, ZEPA Serra de Martés - Mola de Cortes                                                          | 18,84         | Iàtova (Foia de Bunyol) 39° 19′ 48″ N, 0° 57′ 28″ O / 39.3301°N,0.9577°O                   | ES520189 | {{ca\|Pic Ñoño Martés (Iàtova)}} · {{WLE-AD-ES\|ES520189}} · {{Object location dec\|39.3301\|-0.9577\|region:ES-VC_type:forest_dim:1060_source:cawiki}} · [[Categoria:Microreserves of flora in the Land of Valencia]]                              |
| Barranc de La Peñuela                    | LIC i ZEPA Serra de Malacara                                                                                                  | 7,3           | Iàtova (Foia de Bunyol) 39° 23′ 28″ N, 0° 52′ 00″ O / 39.39106°N,0.86676°O                 | ES520246 | {{ca\|Barranc de La Peñuela (Iàtova)}} · {{WLE-AD-ES\|ES520246}} · {{Object location dec\|39.39106\|-0.86676\|region:ES-VC_type:forest_dim:700_source:cawiki}} · [[Categoria:Microreserves of flora in the Land of Valencia]]                       |
| Estret de Juanete                        | ZEPA Serra de Martés - Mola de Cortes                                                                                         | 3,3           | Iàtova (Foia de Bunyol) 39° 21′ 48″ N, 0° 55′ 11″ O / 39.36335°N,0.91978°O                 | ES520405 | {{ca\|Estret de Juanete (Iàtova)}} · {{WLE-AD-ES\|ES520405}} · {{Object location dec\|39.36335\|-0.91978\|region:ES-VC_type:forest_dim:300_source:cawiki}} · [[Categoria:Microreserves of flora in the Land of Valencia]]                           |
| Pic de la Nevera                         | LIC i ZEPA Serra de Malacara                                                                                                  | 18,39         | Setaigües (Foia de Bunyol) 39° 25′ 38″ N, 0° 54′ 29″ O / 39.4273°N,0.9081°O                | ES520188 | {{ca\|Pic de la Nevera (Setaigües)}} · {{WLE-AD-ES\|ES520188}} · {{Object location dec\|39.4273\|-0.9081\|region:ES-VC_type:forest_dim:910_source:cawiki}} · [[Categoria:Microreserves of flora in the Land of Valencia]]                           |
| Ombria de Las Carrasquillas              | Paratge natural municipal Serra de Xiva                                                                                       | 0,58          | Xiva (Foia de Bunyol) 39° 32′ 30″ N, 0° 50′ 05″ O / 39.54153°N,0.83460°O                   | ES520153 | {{ca\|Ombria de Las Carrasquillas (Xiva)}} · {{WLE-AD-ES\|ES520153}} · {{Object location dec\|39.54153\|-0.83460\|region:ES-VC_type:forest_dim:120_source:cawiki}} · [[Categoria:Microreserves of flora in the Land of Valencia]]                   |
| Barranc de La Fuente de la Gota          | Paratge natural municipal Serra de Xiva                                                                                       | 2,59          | Xiva (Foia de Bunyol) 39° 32′ 40″ N, 0° 54′ 46″ O / 39.54445°N,0.91268°O                   | ES520328 | {{ca\|Barranc de La Fuente de la Gota (Xiva)}} · {{WLE-AD-ES\|ES520328}} · {{Object location dec\|39.54445\|-0.91268\|region:ES-VC_type:forest_dim:450_source:cawiki}} · [[Categoria:Microreserves of flora in the Land of Valencia]]               |
| El Molón                                 | Paratge natural municipal El Molón                                                                                            | 3             | Camporrobles (Plana d'Utiel) 39° 40′ 00″ N, 1° 23′ 54″ O / 39.6667°N,1.3984°O              | ES520180 | {{ca\|El Molón (Camporrobles)}} · {{WLE-AD-ES\|ES520180}} · {{Object location dec\|39.6667\|-1.3984\|region:ES-VC_type:forest_dim:250_source:cawiki}} · [[Categoria:Microreserves of flora in the Land of Valencia]]                                |
| Cañada Honda                             | | 1,09          | Caudete de las Fuentes (Plana d'Utiel) 39° 34′ 16″ N, 1° 18′ 21″ O / 39.57115°N,1.30576°O  | ES520174 | {{ca\|Cañada Honda (Caudete de las Fuentes)}} · {{WLE-AD-ES\|ES520174}} · {{Object location dec\|39.57115\|-1.30576\|region:ES-VC_type:forest_dim:460_source:cawiki}} · [[Categoria:Microreserves of flora in the Land of Valencia]]                |
| Rambla de Las Salinas                    | Parc natural, LIC i ZEPA Hoces del Cabriel                                                                                    | 1,69          | Requena (Plana d'Utiel) 39° 19′ 20″ N, 1° 10′ 20″ O / 39.32220°N,1.17219°O                 | ES520146 | {{ca\|Rambla de Las Salinas (Requena)}} · {{WLE-AD-ES\|ES520146}} · {{Object location dec\|39.32220\|-1.17219\|region:ES-VC_type:forest_dim:530_source:cawiki}} · [[Categoria:Microreserves of flora in the Land of Valencia]]                      |
| Casa de Puchero                          | LIC Serres de Martés i El Ave, ZEPA Serra de Martés - Mola de Cortes                                                          | 5,2           | Requena (Plana d'Utiel) 39° 21′ 27″ N, 1° 04′ 02″ O / 39.3574°N,1.0672°O                   | ES520175 | {{ca\|Casa de Puchero (Requena)}} · {{WLE-AD-ES\|ES520175}} · {{Object location dec\|39.3574\|-1.0672\|region:ES-VC_type:forest_dim:480_source:cawiki}} · [[Categoria:Microreserves of flora in the Land of Valencia]]                              |
| Hoya del Muchacho                        | | 2,99          | Requena (Plana d'Utiel) 39° 19′ 39″ N, 1° 07′ 13″ O / 39.3275°N,1.1203°O                   | ES520182 | {{ca\|Hoya del Muchacho (Requena)}} · {{WLE-AD-ES\|ES520182}} · {{Object location dec\|39.3275\|-1.1203\|region:ES-VC_type:forest_dim:320_source:cawiki}} · [[Categoria:Microreserves of flora in the Land of Valencia]]                            |
| Las Callejuelas                          | | 4,4           | Requena (Plana d'Utiel) 39° 30′ 44″ N, 0° 59′ 44″ O / 39.5123°N,0.99550°O                  | ES520257 | {{ca\|Las Callejuelas (Requena)}} · {{WLE-AD-ES\|ES520257}} · {{Object location dec\|39.5123\|-0.99550\|region:ES-VC_type:forest_dim:570_source:cawiki}} · [[Categoria:Microreserves of flora in the Land of Valencia]]                             |
| Las Hoyuelas                             | Reserva de fauna Las Hoyuelas, LIC Alt Túria, ZEPA Alt Túria i Serra del Negrete                                              | 1,11          | Sinarques (Plana d'Utiel) 39° 46′ 05″ N, 1° 13′ 45″ O / 39.76801°N,1.22925°O               | ES520183 | {{ca\|Las Hoyuelas (Sinarques)}} · {{WLE-AD-ES\|ES520183}} · {{Object location dec\|39.76801\|-1.22925\|region:ES-VC_type:forest_dim:270_source:cawiki}} · [[Categoria:Microreserves of flora in the Land of Valencia]]                             |
| Los Lavajos de Sinarques, Lavajo de baix | Zona humida i LIC Lavajos de Sinarques, ZEPA Alt Túria i Serra del Negrete                                                    | 1,13          | Sinarques (Plana d'Utiel) 39° 45′ 10″ N, 1° 14′ 21″ O / 39.7528°N,1.2392°O                 | ES520184 | {{ca\|Los Lavajos de Sinarques, Lavajo de baix (Sinarques)}} · {{WLE-AD-ES\|ES520184}} · {{Object location dec\|39.7528\|-1.2392\|region:ES-VC_type:forest_dim:180_source:cawiki}} · [[Categoria:Microreserves of flora in the Land of Valencia]]   |
| Los Lavajos de Sinarques, Lavajo de dalt | Zona humida i LIC Lavajos de Sinarques, ZEPA Alt Túria i Serra del Negrete                                                    | 0,53          | Sinarques (Plana d'Utiel) 39° 45′ 41″ N, 1° 14′ 27″ O / 39.76146°N,1.24080°O               | ES520185 | {{ca\|Los Lavajos de Sinarques, Lavajo de dalt (Sinarques)}} · {{WLE-AD-ES\|ES520185}} · {{Object location dec\|39.76146\|-1.24080\|region:ES-VC_type:forest_dim:110_source:cawiki}} · [[Categoria:Microreserves of flora in the Land of Valencia]] |
| Casa del Pino                            | Parc natural, LIC i ZEPA Hoces del Cabriel                                                                                    | 1,4           | Venta del Moro (Plana d'Utiel) 39° 22′ 05″ N, 1° 23′ 28″ O / 39.36795°N,1.39103°O          | ES520302 | {{ca\|Casa del Pino (Venta del Moro)}} · {{WLE-AD-ES\|ES520302}} · {{Object location dec\|39.36795\|-1.39103\|region:ES-VC_type:forest_dim:440_source:cawiki}} · [[Categoria:Microreserves of flora in the Land of Valencia]]                       |
| Pic Ropé                                 | Parc natural Xera-Sot de Xera, LIC Serra del Negrete, ZEPA Alt Túria i Serra del Negrete                                      | 4,74          | Xera (Plana d'Utiel) 39° 37′ 18″ N, 0° 58′ 38″ O / 39.6218°N,0.9772°O                      | ES520141 | {{ca\|Pic Ropé (Xera)}} · {{WLE-AD-ES\|ES520141}} · {{Object location dec\|39.6218\|-0.9772\|region:ES-VC_type:forest_dim:460_source:cawiki}} · [[Categoria:Microreserves of flora in the Land of Valencia]]                                        |
| Font de La Puerca                        | Parc natural Xera-Sot de Xera, LIC Serra del Negrete, ZEPA Alt Túria i Serra del Negrete                                      | 16            | Xera (Plana d'Utiel) 39° 34′ 07″ N, 0° 56′ 49″ O / 39.5685°N,0.9470°O                      | ES520254 | {{ca\|Font de La Puerca (Xera)}} · {{WLE-AD-ES\|ES520254}} · {{Object location dec\|39.5685\|-0.9470\|region:ES-VC_type:forest_dim:600_source:cawiki}} · [[Categoria:Microreserves of flora in the Land of Valencia]]                               |
| Riu Bohígues                             | LIC Rius del Racó d'Ademús | 3,96          | Ademús (Racó d'Ademús) 40° 03′ 21″ N, 1° 18′ 34″ O / 40.05591°N,1.30947°O                  | ES520192 | {{ca\|Riu Bohígues (Ademús)}} · {{WLE-AD-ES\|ES520192}} · {{Object location dec\|40.05591\|-1.30947\|region:ES-VC_type:forest_dim:1660_source:cawiki}} · [[Categoria:Microreserves of flora in the Land of Valencia]]                               |
| El Rodeno                                | | 2,6           | Castellfabib (Racó d'Ademús) 40° 12′ 04″ N, 1° 18′ 23″ O / 40.2012°N,1.3064°O              | ES520123 | {{ca\|El Rodeno (Castellfabib)}} · {{WLE-AD-ES\|ES520123}} · {{Object location dec\|40.2012\|-1.3064\|region:ES-VC_type:forest_dim:310_source:cawiki}} · [[Categoria:Microreserves of flora in the Land of Valencia]]                               |
| La Cruz de los Tres Reinos               | LIC Arroyo Cerezo | 3,43          | Castellfabib (Racó d'Ademús) 40° 08′ 38″ N, 1° 26′ 50″ O / 40.14398°N,1.44728°O            | ES520126 | {{ca\|La Cruz de los Tres Reinos (Castellfabib)}} · {{WLE-AD-ES\|ES520126}} · {{Object location dec\|40.14398\|-1.44728\|region:ES-VC_type:forest_dim:420_source:cawiki}} · [[Categoria:Microreserves of flora in the Land of Valencia]]            |
| Riu Ebrón                                | LIC Rius del Racó d'Ademús | 1,08          | Castellfabib (Racó d'Ademús) 40° 07′ 09″ N, 1° 17′ 35″ O / 40.11916°N,1.29315°O            | ES520193 | {{ca\|Riu Ebrón (Castellfabib)}} · {{WLE-AD-ES\|ES520193}} · {{Object location dec\|40.11916\|-1.29315\|region:ES-VC_type:forest_dim:810_source:cawiki}} · [[Categoria:Microreserves of flora in the Land of Valencia]]                             |
| Cova del Frontón                         | LIC Arroyo Cerzo, ZEPA Hontanar - La Ferriza                                                                                  | 0,6           | Castellfabib (Racó d'Ademús) 40° 07′ 09″ N, 1° 22′ 26″ O / 40.11914°N,1.37398°O            | ES520249 | {{ca\|Cova del Frontón (Castellfabib)}} · {{WLE-AD-ES\|ES520249}} · {{Object location dec\|40.11914\|-1.37398\|region:ES-VC_type:forest_dim:110_source:cawiki}} · [[Categoria:Microreserves of flora in the Land of Valencia]]                      |
| Molino de Papel                          | LIC Rius del Racó d'Ademús | 0,098         | Castellfabib (Racó d'Ademús) 40° 07′ 15″ N, 1° 17′ 50″ O / 40.12079°N,1.29725°O            | ES520333 | {{ca\|Molino de Papel (Castellfabib)}} · {{WLE-AD-ES\|ES520333}} · {{Object location dec\|40.12079\|-1.29725\|region:ES-VC_type:forest_dim:90_source:cawiki}} · [[Categoria:Microreserves of flora in the Land of Valencia]]                        |
| Pic Calderón                             | Parc natural i LIC Pobla de Sant Miquel                                                                                       | 4,026         | La Pobla de Sant Miquel (Racó d'Ademús) 40° 04′ 34″ N, 1° 05′ 31″ O / 40.0762°N,1.0920°O   | ES520140 | {{ca\|Pic Calderón (la Pobla de Sant Miquel)}} · {{WLE-AD-ES\|ES520140}} · {{Object location dec\|40.0762\|-1.0920\|region:ES-VC_type:forest_dim:440_source:cawiki}} · [[Categoria:Alto de Las Barracas]]                                           |
| Barranc de Jorge                         | Parc natural, LIC i ZEPA Pobla de Sant Miquel                                                                                 | 11,87         | La Pobla de Sant Miquel (Racó d'Ademús) 40° 02′ 08″ N, 1° 05′ 59″ O / 40.0355°N,1.0996°O   | ES520173 | {{ca\|Barranc de Jorge (la Pobla de Sant Miquel)}} · {{WLE-AD-ES\|ES520173}} · {{Object location dec\|40.0355\|-1.0996\|region:ES-VC_type:forest_dim:560_source:cawiki}} · [[Categoria:Microreserves of flora in the Land of Valencia]]             |
| Las Blancas                              | Parc natural i LIC Pobla de Sant Miquel                                                                                       | 5,68          | La Pobla de Sant Miquel (Racó d'Ademús) 40° 02′ 37″ N, 1° 07′ 04″ O / 40.0436°N,1.1178°O   | ES520256 | {{ca\|Las Blancas (la Pobla de Sant Miquel)}} · {{WLE-AD-ES\|ES520256}} · {{Object location dec\|40.0436\|-1.1178\|region:ES-VC_type:forest_dim:410_source:cawiki}} · [[Categoria:Sabinar de las Blancas]]                                          |
| Barranc de La Hoz                        | Parc natural i LIC Pobla de Sant Miquel                                                                                       | 19,3          | La Pobla de Sant Miquel (Racó d'Ademús) 40° 03′ 29″ N, 1° 07′ 13″ O / 40.0581°N,1.1203°O   | ES520297 | {{ca\|Barranc de La Hoz (la Pobla de Sant Miquel)}} · {{WLE-AD-ES\|ES520297}} · {{Object location dec\|40.0581\|-1.1203\|region:ES-VC_type:forest_dim:1160_source:cawiki}} · [[Categoria:Microreserves of flora in the Land of Valencia]]           |
| Barranc Jiménez                          | Parc natural i LIC Pobla de Sant Miquel                                                                                       | 4,7           | La Pobla de Sant Miquel (Racó d'Ademús) 40° 02′ 01″ N, 1° 09′ 08″ O / 40.0336°N,1.1523°O   | ES520300 | {{ca\|Barranc Jiménez (la Pobla de Sant Miquel)}} · {{WLE-AD-ES\|ES520300}} · {{Object location dec\|40.0336\|-1.1523\|region:ES-VC_type:forest_dim:350_source:cawiki}} · [[Categoria:Microreserves of flora in the Land of Valencia]]              |
| Pino de Vicente Tortajada                | Parc natural i LIC Pobla de Sant Miquel                                                                                       | 2,2           | La Pobla de Sant Miquel (Racó d'Ademús) 40° 04′ 17″ N, 1° 06′ 19″ O / 40.0714°N,1.1053°O   | ES520336 | {{ca\|Pino de Vicente Tortajada (la Pobla de Sant Miquel)}} · {{WLE-AD-ES\|ES520336}} · {{Object location dec\|40.0714\|-1.1053\|region:ES-VC_type:forest_dim:220_source:cawiki}} · [[Categoria:Pino Vicente Tortajada]]                            |
| Llacuna del Samaruc                      | Parc natural, zona humida, LIC i ZEPA l'Albufera                                                                              | 1,18          | Algemesí (Ribera Alta) 39° 14′ 29″ N, 0° 22′ 56″ O / 39.24126°N,0.38212°O                  | ES520258 | {{ca\|Llacuna del Samaruc (Algemesí)}} · {{WLE-AD-ES\|ES520258}} · {{Object location dec\|39.24126\|-0.38212\|region:ES-VC_type:forest_dim:330_source:cawiki}} · [[Categoria:Llacuna del Samaruc]]                                                  |
| Port de Tous                             | | 0,43          | Alzira (Ribera Alta) 39° 08′ 26″ N, 0° 36′ 21″ O / 39.14052°N,0.60573°O                    | ES520143 | {{ca\|Port de Tous (Alzira)}} · {{WLE-AD-ES\|ES520143}} · {{Object location dec\|39.14052\|-0.60573\|region:ES-VC_type:forest_dim:160_source:cawiki}} · [[Categoria:Microreserves of flora in the Land of Valencia]]                                |
| Lloma del Tramussar                      | Paratge natural municipal El Tello                                                                                            | 20            | Llombai (Ribera Alta) 39° 19′ 18″ N, 0° 33′ 40″ O / 39.3216°N,0.5612°O                     | ES520343 | {{ca\|Lloma del Tramussar (Llombai)}} · {{WLE-AD-ES\|ES520343}} · {{Object location dec\|39.3216\|-0.5612\|region:ES-VC_type:forest_dim:660_source:cawiki}} · [[Categoria:Microreserves of flora in the Land of Valencia]]                          |
| Les Coves                                | | 9,77          | Montserrat (Ribera Alta) 39° 21′ 49″ N, 0° 37′ 38″ O / 39.36354°N,0.62714°O                | ES520332 | {{ca\|Les Coves (Montserrat)}} · {{WLE-AD-ES\|ES520332}} · {{Object location dec\|39.36354\|-0.62714\|region:ES-VC_type:forest_dim:950_source:cawiki}} · [[Categoria:Microreserves of flora in the Land of Valencia]]                               |
| El Castellet                             | | 14,45         | Montserrat (Ribera Alta) 39° 21′ 51″ N, 0° 35′ 52″ O / 39.36403°N,0.59782°O                | ES520404 | {{ca\|El Castellet (Montserrat)}} · {{WLE-AD-ES\|ES520404}} · {{Object location dec\|39.36403\|-0.59782\|region:ES-VC_type:forest_dim:1560_source:cawiki}} · [[Categoria:Microreserves of flora in the Land of Valencia]]                           |
| La Lloma                                 | | 20            | Montserrat (Ribera Alta) 39° 19′ 37″ N, 0° 34′ 48″ O / 39.3269°N,0.5801°O                  | ES520416 | {{ca\|La Lloma (Montserrat)}} · {{WLE-AD-ES\|ES520416}} · {{Object location dec\|39.3269\|-0.5801\|region:ES-VC_type:forest_dim:640_source:cawiki}} · [[Categoria:Microreserves of flora in the Land of Valencia]]                                  |
| Lloma de Coca                            | LIC Serres de Martés i El Ave, ZEPA Serra de Martés - Mola de Cortes                                                          | 1,54          | Real (Ribera Alta) 39° 17′ 29″ N, 0° 39′ 36″ O / 39.2915°N,0.6600°O                        | ES520259 | {{ca\|Lloma de Coca (Real)}} · {{WLE-AD-ES\|ES520259}} · {{Object location dec\|39.2915\|-0.6600\|region:ES-VC_type:forest_dim:230_source:cawiki}} · [[Categoria:Microreserves of flora in the Land of Valencia]]                                   |
| Puntal del Boj                           | ZEPA Serra de Martés - Mola de Cortes                                                                                         | 15,76         | Tous (Ribera Alta) 39° 11′ 16″ N, 0° 39′ 13″ O / 39.1879°N,0.6536°O                        | ES520191 | {{ca\|Puntal del Boj (Tous)}} · {{WLE-AD-ES\|ES520191}} · {{Object location dec\|39.1879\|-0.6536\|region:ES-VC_type:forest_dim:820_source:cawiki}} · [[Categoria:Microreserves of flora in the Land of Valencia]]                                  |
| Barranc de Pertecates                    | ZEPA Serra de Martés - Mola de Cortes                                                                                         | 7,32          | Tous (Ribera Alta) 39° 12′ 37″ N, 0° 40′ 38″ O / 39.2104°N,0.6772°O                        | ES520248 | {{ca\|Barranc de Pertecates (Tous)}} · {{WLE-AD-ES\|ES520248}} · {{Object location dec\|39.2104\|-0.6772\|region:ES-VC_type:forest_dim:460_source:cawiki}} · [[Categoria:Microreserves of flora in the Land of Valencia]]                           |
| Cap de Cullera                           | LIC Cap de Cullera | 0,191         | Cullera (Ribera Baixa) 39° 11′ 13″ N, 0° 13′ 03″ O / 39.18684°N,0.21755°O                  | ES520102 | {{ca\|Cap de Cullera (Cullera)}} · {{WLE-AD-ES\|ES520102}} · {{Object location dec\|39.18684\|-0.21755\|region:ES-VC_type:forest_dim:100_source:cawiki}} · [[Categoria:Microreserves of flora in the Land of Valencia]]                             |
| Muntanyeta dels Sants                    | Parc natural, zona humida, LIC i ZEPA l'Albufera                                                                              | 0,63          | Sueca (Ribera Baixa) 39° 14′ 32″ N, 0° 18′ 58″ O / 39.24226°N,0.31616°O                    | ES520334 | {{ca\|Muntanyeta dels Sants (Sueca)}} · {{WLE-AD-ES\|ES520334}} · {{Object location dec\|39.24226\|-0.31616\|region:ES-VC_type:forest_dim:170_source:cawiki}} · [[Categoria:Microreserves of flora in the Land of Valencia]]                        |
| Barranc de Manesa                        | LIC Serres del Mondúber i la Marxuquera, ZEPA Montdúver - Marjal de la Safor                                                  | 5,2           | Barx (Safor) 39° 00′ 13″ N, 0° 18′ 37″ O / 39.0037°N,0.3104°O                              | ES520244 | {{ca\|Barranc de Manesa (Barx)}} · {{WLE-AD-ES\|ES520244}} · {{Object location dec\|39.0037\|-0.3104\|region:ES-VC_type:forest_dim:630_source:cawiki}} · [[Categoria:Microreserves of flora in the Land of Valencia]]                               |
| Pla dels Tramussos                       | Paratge natural municipal Parpalló-Borrell, LIC Serres del Montdúver i la Marxuquera, ZEPA Montdúver - Marjal de la Safor     | 9,06          | Gandia (Safor) 38° 59′ 20″ N, 0° 16′ 22″ O / 38.9889°N,0.2727°O                            | ES520417 | {{ca\|Pla dels Tramussos (Gandia)}} · {{WLE-AD-ES\|ES520417}} · {{Object location dec\|38.9889\|-0.2727\|region:ES-VC_type:forest_dim:550_source:cawiki}} · [[Categoria:Microreserves of flora in the Land of Valencia]]                            |
| Casa dels Garcia                         | ZEPA Montdúver - Marjal de la Safor                                                                                           | 5,1           | Ròtova (Safor) 38° 56′ 23″ N, 0° 16′ 55″ O / 38.9396°N,0.2819°O                            | ES520176 | {{ca\|Casa dels Garcia (Ròtova)}} · {{WLE-AD-ES\|ES520176}} · {{Object location dec\|38.9396\|-0.2819\|region:ES-VC_type:forest_dim:410_source:cawiki}} · [[Categoria:Microreserves of flora in the Land of Valencia]]                              |
| Cova de les Rates                        | Reserva de fauna i LIC Cova de les Rates Penades de Ròtova, ZEPA Montdúver - Marjal de la Safor                               | 3,8           | Ròtova (Safor) 38° 55′ 57″ N, 0° 16′ 24″ O / 38.9324°N,0.27330°O                           | ES520177 | {{ca\|Cova de les Rates (Ròtova)}} · {{WLE-AD-ES\|ES520177}} · {{Object location dec\|38.9324\|-0.27330\|region:ES-VC_type:forest_dim:320_source:cawiki}} · [[Categoria:Microreserves of flora in the Land of Valencia]]                            |
| Font del Cirer                           | LIC Serres del Montdúver i la Marxuquera, ZEPA Montdúver - Marjal de la Safor                                                 | 10,3          | Simat de la Valldigna (Safor) 39° 01′ 20″ N, 0° 17′ 55″ O / 39.0222°N,0.2987°O             | ES520181 | {{ca\|Font del Cirer (Simat de la Valldigna)}} · {{WLE-AD-ES\|ES520181}} · {{Object location dec\|39.0222\|-0.2987\|region:ES-VC_type:forest_dim:720_source:cawiki}} · [[Categoria:Microreserves of flora in the Land of Valencia]]                 |
| Secà dels Carreters                      | Paisatge Serpis, LIC Serra de la Safor, ZEPA Muntanyes de la Marina                                                           | 7,47          | Vilallonga (Safor) 38° 52′ 17″ N, 0° 14′ 48″ O / 38.8715°N,0.2467°O                        | ES520338 | {{ca\|Secà dels Carreters Gran (Vilallonga)}} · {{WLE-AD-ES\|ES520338}} · {{Object location dec\|38.8715\|-0.2467\|region:ES-VC_type:forest_dim:740_source:cawiki}} · [[Categoria:Microreserves of flora in the Land of Valencia]]                  |
| Barranc de la Safor                      | Paisatge Serpis, LIC Serra de la Safor, ZEPA Muntanyes de la Marina                                                           | 0,395         | Vilallonga (Safor) 38° 52′ 25″ N, 0° 14′ 41″ O / 38.87350°N,0.24486°O                      | ES520375 | {{ca\|Barranc de la Safor (Vilallonga)}} · {{WLE-AD-ES\|ES520375}} · {{Object location dec\|38.87350\|-0.24486\|region:ES-VC_type:forest_dim:400_source:cawiki}} · [[Categoria:Microreserves of flora in the Land of Valencia]]                     |
| Alts de la Drova                         | LIC Serres del Montdúver i la Marxuquera, ZEPA Montdúver - Marjal de la Safor                                                 | 2,132         | Xeresa (Safor) 39° 00′ 44″ N, 0° 16′ 26″ O / 39.0122°N,0.2738°O                            | ES520093 | {{ca\|Alts de la Drova (Xeresa)}} · {{WLE-AD-ES\|ES520093}} · {{Object location dec\|39.0122\|-0.2738\|region:ES-VC_type:forest_dim:300_source:cawiki}} · [[Categoria:Microreserves of flora in the Land of Valencia]]                              |
| Cim del Montdúver                        | LIC Serres del Montdúver i la Marxuquera, ZEPA Montdúver - Marjal de la Safor                                                 | 0,948         | Xeresa (Safor) 39° 00′ 36″ N, 0° 16′ 01″ O / 39.00996°N,0.26686°O                          | ES520108 | {{ca\|Cim del Montdúver (Xeresa)}} · {{WLE-AD-ES\|ES520108}} · {{Object location dec\|39.00996\|-0.26686\|region:ES-VC_type:forest_dim:210_source:cawiki}} · [[Categoria:Microreserves of flora in the Land of Valencia]]                           |
| Marjal dels Borrons                      | Reserva de fauna Marjal dels Borrons, Zona humida i LIC Marjal de la Safor, ZEPA Montdúver - Marjal de la Safor               | 5,1           | Xeresa (Safor) 39° 00′ 37″ N, 0° 11′ 31″ O / 39.0104°N,0.1919°O                            | ES520260 | {{ca\|Marjal dels Borrons (Xeresa)}} · {{WLE-AD-ES\|ES520260}} · {{Object location dec\|39.0104\|-0.1919\|region:ES-VC_type:forest_dim:430_source:cawiki}} · [[Categoria:Microreserves of flora in the Land of Valencia]]                           |
| Alt del Viso                             | LIC Savinar d'Alpont | 5             | Alpont (Serrans) 39° 58′ 48″ N, 0° 59′ 42″ O / 39.9799°N,0.9950°O                          | ES520296 | {{ca\|Alt del Viso (Alpont)}} · {{WLE-AD-ES\|ES520296}} · {{Object location dec\|39.9799\|-0.9950\|region:ES-VC_type:forest_dim:500_source:cawiki}} · [[Categoria:Microreserves of flora in the Land of Valencia]]                                  |
| Font d'El Señor                          | | 12,8          | Andilla (Serrans) 39° 51′ 19″ N, 0° 47′ 29″ O / 39.8553°N,0.7915°O                         | ES520255 | {{ca\|Font d'El Señor (Andilla)}} · {{WLE-AD-ES\|ES520255}} · {{Object location dec\|39.8553\|-0.7915\|region:ES-VC_type:forest_dim:580_source:cawiki}} · [[Categoria:Microreserves of flora in the Land of Valencia]]                              |
| Ombria de La Peña Parda                  | | 14,28         | Andilla (Serrans) 39° 50′ 24″ N, 0° 47′ 04″ O / 39.8399°N,0.7845°O                         | ES520341 | {{ca\|Ombria de La Peña Parda (Andilla)}} · {{WLE-AD-ES\|ES520341}} · {{Object location dec\|39.8399\|-0.7845\|region:ES-VC_type:forest_dim:620_source:cawiki}} · [[Categoria:Microreserves of flora in the Land of Valencia]]                      |
| El Cabezo-A                              | LIC Alt Túria, ZEPA Alt Túria i Serra del Negrete                                                                             | 17,07         | Aras de los Olmos (Serrans) 39° 54′ 45″ N, 1° 11′ 29″ O / 39.9124°N,1.1913°O               | ES520115 | {{ca\|El Cabezo-A (Aras de los Olmos)}} · {{WLE-AD-ES\|ES520115}} · {{Object location dec\|39.9124\|-1.1913\|region:ES-VC_type:forest_dim:650_source:cawiki}} · [[Categoria:Microreserves of flora in the Land of Valencia]]                        |
| El Cabezo-B                              | LIC Alt Túria, ZEPA Alt Túria i Serra del Negrete                                                                             | 15,74         | Aras de los Olmos (Serrans) 39° 54′ 34″ N, 1° 11′ 27″ O / 39.9095°N,1.1908°O               | ES520116 | {{ca\|El Cabezo-B (Aras de los Olmos)}} · {{WLE-AD-ES\|ES520116}} · {{Object location dec\|39.9095\|-1.1908\|region:ES-VC_type:forest_dim:750_source:cawiki}} · [[Categoria:Microreserves of flora in the Land of Valencia]]                        |
| Barranc de Las Balsillas                 | LIC Alt Túria, ZEPA Alt Túria i Serra del Negrete                                                                             | 17,87         | Aras de los Olmos (Serrans) 39° 55′ 13″ N, 1° 10′ 16″ O / 39.9204°N,1.1712°O               | ES520298 | {{ca\|Barranc de Las Balsillas (Aras de los Olmos)}} · {{WLE-AD-ES\|ES520298}} · {{Object location dec\|39.9204\|-1.1712\|region:ES-VC_type:forest_dim:1000_source:cawiki}} · [[Categoria:Microreserves of flora in the Land of Valencia]]          |
| Barranc d'El Escaiz                      | LIC Sabinar de Alpuente | 5,1           | Aras de los Olmos (Serrans) 39° 57′ 54″ N, 1° 06′ 13″ O / 39.9650°N,1.1036°O               | ES520299 | {{ca\|Barranc d'El Escaiz (Aras de los Olmos)}} · {{WLE-AD-ES\|ES520299}} · {{Object location dec\|39.9650\|-1.1036\|region:ES-VC_type:forest_dim:430_source:cawiki}} · [[Categoria:Microreserves of flora in the Land of Valencia]]                |
| Ombria del Rodeno Tormé                  | ZEPA Alt Túria i Serra del Negrete                                                                                            | 13,987        | Calles (Serrans) 39° 44′ 50″ N, 0° 53′ 19″ O / 39.7472°N,0.8887°O                          | ES520194 | {{ca\|Ombria del Rodeno Tormé (Calles)}} · {{WLE-AD-ES\|ES520194}} · {{Object location dec\|39.7472\|-0.8887\|region:ES-VC_type:forest_dim:830_source:cawiki}} · [[Categoria:Microreserves of flora in the Land of Valencia]]                       |
| Rambla d'Alcotas                         | ZEPA Alt Túria i Serra del Negrete                                                                                            | 18,2          | Calles (Serrans) 39° 46′ 18″ N, 0° 57′ 31″ O / 39.7716°N,0.9585°O                          | ES520306 | {{ca\|Rambla d'Alcotas (Calles)}} · {{WLE-AD-ES\|ES520306}} · {{Object location dec\|39.7716\|-0.9585\|region:ES-VC_type:forest_dim:1460_source:cawiki}} · [[Categoria:Microreserves of flora in the Land of Valencia]]                             |
| La Caballera                             | LIC Alt Túria, ZEPA Alt Túria i Serra del Negrete                                                                             | 1,5           | Titaigües (Serrans) 39° 51′ 48″ N, 1° 09′ 22″ O / 39.86323°N,1.15621°O                     | ES520303 | {{ca\|La Caballera (Titaigües)}} · {{WLE-AD-ES\|ES520303}} · {{Object location dec\|39.86323\|-1.15621\|region:ES-VC_type:forest_dim:300_source:cawiki}} · [[Categoria:Microreserves of flora in the Land of Valencia]]                             |
| El Picarcho                              | ZEPA Alt Túria i Serra del Negrete                                                                                            | 7,77          | Toixa (Serrans) 39° 50′ 07″ N, 1° 12′ 33″ O / 39.8353°N,1.2092°O                           | ES520121 | {{ca\|El Picarcho (Toixa)}} · {{WLE-AD-ES\|ES520121}} · {{Object location dec\|39.8353\|-1.2092\|region:ES-VC_type:forest_dim:480_source:cawiki}} · [[Categoria:Microreserves of flora in the Land of Valencia]]                                    |
| Riberes del riu Toixa                    | Paratge natural municipal Naixement del riu Toixa, ZEPA Alt Túria i Serra del Negrete                                         | 5,73          | Toixa (Serrans) 39° 47′ 12″ N, 1° 02′ 12″ O / 39.786594°N,1.036580°O                       | ES520264 | {{ca\|Riberes del riu Toixa (Toixa)}} · {{WLE-AD-ES\|ES520264}} · {{Object location dec\|39.786594\|-1.036580\|region:ES-VC_type:forest_dim:960_source:cawiki}} · [[Categoria:Microreserves of flora in the Land of Valencia]]                      |
| Ombria de la Cova Alta                   | | 19,1          | Albaida (Vall d'Albaida) 38° 48′ 27″ N, 0° 29′ 57″ O / 38.8074°N,0.4993°O                  | ES520262 | {{ca\|Ombria de la Cova Alta (Albaida)}} · {{WLE-AD-ES\|ES520262}} · {{Object location dec\|38.8074\|-0.4993\|region:ES-VC_type:forest_dim:1000_source:cawiki}} · [[Categoria:Microreserves of flora in the Land of Valencia]]                      |
| Penya de Benicadell                      | Paisatge Ombria del Benicadell                                                                                                | 15,82         | Beniatjar (Vall d'Albaida) 38° 49′ 59″ N, 0° 24′ 40″ O / 38.8331°N,0.4111°O                | ES520379 | {{ca\|Penya de Benicadell (Beniatjar)}} · {{WLE-AD-ES\|ES520379}} · {{Object location dec\|38.8331\|-0.4111\|region:ES-VC_type:forest_dim:1110_source:cawiki}} · [[Categoria:Benicadell]]                                                           |
| Penyeta de l'Heura                       | Paisatge Ombria del Benicadell                                                                                                | 1,34          | Bufalí i el Palomar (Vall d'Albaida) 38° 49′ 30″ N, 0° 27′ 12″ O / 38.8250°N,0.4533°O      | ES520139 | {{ca\|Penyeta de l'Heura (Vall d'Albaida)}} · {{WLE-AD-ES\|ES520139}} · {{Object location dec\|38.8250\|-0.4533\|region:ES-VC_type:forest_dim:210_source:cawiki}} · [[Categoria:Microreserves of flora in the Land of Valencia]]                    |
| Barranc de les Mollolades                | | 0,7           | Castelló de Rugat (Vall d'Albaida) 38° 53′ 25″ N, 0° 22′ 48″ O / 38.89019°N,0.38001°O      | ES520172 | {{ca\|Barranc de les Mollolades (Castelló de Rugat)}} · {{WLE-AD-ES\|ES520172}} · {{Object location dec\|38.89019\|-0.38001\|region:ES-VC_type:forest_dim:150_source:cawiki}} · [[Categoria:Microreserves of flora in the Land of Valencia]]        |
| Penya dels Gavilans                      | LIC els Alforins | 20            | Fontanars dels Alforins (Vall d'Albaida) 38° 44′ 20″ N, 0° 49′ 53″ O / 38.7389°N,0.8314°O  | ES520335 | {{ca\|Penya dels Gavilans (Fontanars dels Alforins)}} · {{WLE-AD-ES\|ES520335}} · {{Object location dec\|38.7389\|-0.8314\|region:ES-VC_type:forest_dim:990_source:cawiki}} · [[Categoria:Microreserves of flora in the Land of Valencia]]          |
| Els Miradors                             | LIC Serres del Montdúver i la Marxuquera, ZEPA Montdúver - Marjal de la Safor                                                 | 9             | Llutxent (Vall d'Albaida) 38° 58′ 54″ N, 0° 18′ 00″ O / 38.9816°N,0.2999°O                 | ES520253 | {{ca\|Els Miradors (Llutxent)}} · {{WLE-AD-ES\|ES520253}} · {{Object location dec\|38.9816\|-0.2999\|region:ES-VC_type:forest_dim:470_source:cawiki}} · [[Categoria:Microreserves of flora in the Land of Valencia]]                                |
| Pla de Junquera                          | LIC Serres del Montdúver i la Marxuquera, ZEPA Montdúver - Marjal de la Safor                                                 | 19,18         | Pinet (Vall d'Albaida) 38° 59′ 06″ N, 0° 18′ 26″ O / 38.9850°N,0.3073°O                    | ES520263 | {{ca\|Pla de Junquera (Pinet)}} · {{WLE-AD-ES\|ES520263}} · {{Object location dec\|38.9850\|-0.3073\|region:ES-VC_type:forest_dim:870_source:cawiki}} · [[Categoria:Microreserves of flora in the Land of Valencia]]                                |
| Ombria del Buixcarró                     | Paratge natural municipal Serra de Quatretonda, LIC Serres del Montdúver i la Marxuquera, ZEPA Montdúver - Marjal de la Safor | 15,8          | Quatretonda (Vall d'Albaida) 39° 00′ 17″ N, 0° 21′ 50″ O / 39.0047°N,0.3640°O              | ES520187 | {{ca\|Ombria del Buixcarró (Quatretonda)}} · {{WLE-AD-ES\|ES520187}} · {{Object location dec\|39.0047\|-0.3640\|region:ES-VC_type:forest_dim:840_source:cawiki}} · [[Categoria:Microreserves of flora in the Land of Valencia]]                     |
| Pla de Mora                              | Paratge natural municipal Serra de Quatretonda, LIC Serres del Montdúver i la Marxuquera, ZEPA Montdúver - Marjal de la Safor | 5,78          | Quatretonda (Vall d'Albaida) 38° 59′ 51″ N, 0° 22′ 31″ O / 38.9976°N,0.3752°O              | ES520190 | {{ca\|Pla de Mora (Quatretonda)}} · {{WLE-AD-ES\|ES520190}} · {{Object location dec\|38.9976\|-0.3752\|region:ES-VC_type:forest_dim:470_source:cawiki}} · [[Categoria:Microreserves of flora in the Land of Valencia]]                              |
| Font del Puntalejo                       | LIC Mola de Cortes i el Caroig                                                                                                | 0,063         | Aiora (Vall de Cofrents) 39° 01′ 10″ N, 0° 54′ 31″ O / 39.01947°N,0.90856°O                | ES520125 | {{ca\|Font del Puntalejo (Aiora)}} · {{WLE-AD-ES\|ES520125}} · {{Object location dec\|39.01947\|-0.90856\|region:ES-VC_type:forest_dim:90_source:cawiki}} · [[Categoria:Microreserves of flora in the Land of Valencia]]                            |
| La Hunde-Palomeras A                     | | 0,431         | Aiora (Vall de Cofrents) 39° 04′ 13″ N, 1° 12′ 45″ O / 39.07019°N,1.21261°O                | ES520127 | {{ca\|La Hunde-Palomeras A (Aiora)}} · {{WLE-AD-ES\|ES520127}} · {{Object location dec\|39.07019\|-1.21261\|region:ES-VC_type:forest_dim:150_source:cawiki}} · [[Categoria:Microreserves of flora in the Land of Valencia]]                         |
| La Hunde-Palomeras B                     | | 2,089         | Aiora (Vall de Cofrents) 39° 04′ 32″ N, 1° 13′ 02″ O / 39.0755°N,1.2171°O                  | ES520128 | {{ca\|La Hunde-Palomeras B (Aiora)}} · {{WLE-AD-ES\|ES520128}} · {{Object location dec\|39.0755\|-1.2171\|region:ES-VC_type:forest_dim:300_source:cawiki}} · [[Categoria:Microreserves of flora in the Land of Valencia]]                           |
| La Hunde-Palomeras C                     | | 1,172         | Aiora (Vall de Cofrents) 39° 04′ 35″ N, 1° 13′ 20″ O / 39.07635°N,1.22235°O                | ES520129 | {{ca\|La Hunde-Palomeras C (Aiora)}} · {{WLE-AD-ES\|ES520129}} · {{Object location dec\|39.07635\|-1.22235\|region:ES-VC_type:forest_dim:200_source:cawiki}} · [[Categoria:Microreserves of flora in the Land of Valencia]]                         |
| Devesa de Cortes                         | LIC Serres de Martés i el Ave, ZEPA Serra de Martés - Mola de Cortes                                                          | 1,47          | Cortes de Pallars (Vall de Cofrents) 39° 15′ 19″ N, 0° 59′ 20″ O / 39.25539°N,0.98876°O    | ES520250 | {{ca\|Devesa de Cortes (Cortes de Pallars)}} · {{WLE-AD-ES\|ES520250}} · {{Object location dec\|39.25539\|-0.98876\|region:ES-VC_type:forest_dim:480_source:cawiki}} · [[Categoria:Microreserves of flora in the Land of Valencia]]                 |
| El Caroig                                | LIC Mola de Cortes i el Caroig, ZEPA Serra de Martés - Mola de Cortes                                                         | 0,68          | Teresa de Cofrents (Vall de Cofrents) 39° 05′ 29″ N, 0° 54′ 56″ O / 39.09134°N,0.91546°O   | ES520117 | {{ca\|El Caroig (Teresa de Cofrents)}} · {{WLE-AD-ES\|ES520117}} · {{Object location dec\|39.09134\|-0.91546\|region:ES-VC_type:forest_dim:190_source:cawiki}} · [[Categoria:Microreserves of flora in the Land of Valencia]]                       |
| Barranc de Las Macheras                  | LIC Vall d'Aiora i Serra del Boquerón                                                                                         | 1,558         | Xalans (Vall de Cofrents) 39° 11′ 15″ N, 1° 10′ 33″ O / 39.1874°N,1.1757°O                 | ES520095 | {{ca\|Barranc de Las Macheras (Xalans)}} · {{WLE-AD-ES\|ES520095}} · {{Object location dec\|39.1874\|-1.1757\|region:ES-VC_type:forest_dim:200_source:cawiki}} · [[Categoria:Microreserves of flora in the Land of Valencia]]                       |
| Castell de Xalans                        | LIC Vall d'Aiora i Serra del Boquerón, ZEPA Serra de Martés - Mola de Cortes                                                  | 0,415         | Xalans (Vall de Cofrents) 39° 11′ 27″ N, 1° 04′ 56″ O / 39.19096°N,1.08236°O               | ES520106 | {{ca\|Castell de Xalans (Xalans)}} · {{WLE-AD-ES\|ES520106}} · {{Object location dec\|39.19096\|-1.08236\|region:ES-VC_type:forest_dim:120_source:cawiki}} · [[Categoria:Microreserves of flora in the Land of Valencia]]                           |
| El Moragete                              | LIC Vall d'Aiora i Serra del Boquerón                                                                                         | 3,9           | Xalans i Xarafull (Vall de Cofrents) 39° 10′ 26″ N, 1° 10′ 36″ O / 39.1740°N,1.1766°O      | ES520252 | {{ca\|El Moragete (Vall de Cofrents)}} · {{WLE-AD-ES\|ES520252}} · {{Object location dec\|39.1740\|-1.1766\|region:ES-VC_type:forest_dim:350_source:cawiki}} · [[Categoria:Microreserves of flora in the Land of Valencia]]                         |